# Châtel
Châtel é uma comuna francesa situada na região administrativa de Auvérnia-Ródano-Alpes, no departamento da Alta Saboia, França e limítrofe da Suíça.
Pequena estação de esqui, está situada não longe de uma outra muito mais conhecida, a de Avoriaz, mas que faz parte do domínio esquiável chamado Portes du Soleil. 
Châtel é a última aldeia do vale de Abondance que fica no Chablais Saboiardo  e banhado pela  Dranse de Abondance que se juntar na  Dranse de Morzine e se lançar finalmente no lago Lemano perto de Thonon-les-Bains.
Situada a cerca de 40 km de Thonon-les-Bains, tem para o outro lado ligação com a Suíça através do Passo de Morgins.